# 霍巴特岩
54°17′S 36°30′W / 54.283°S 36.500°W
霍巴特岩（英語：Hobart Rock），是南極洲的岩石，位於南喬治亞群島，處於昆伯蘭東灣的愛德華七世灣入口處南部，在1906年由英國皇家海軍繪入地圖，由英國海外領土管轄。